# Staudach-Egerndach
Staudach-Egerndach é um município da Alemanha, situado no distrito de Traunstein, no estado da Baviera. Tem 19,34 km² de área, e sua população em 2019 foi estimada em 1.152 habitantes.